# Liste der Monuments historiques in Manonville
Die Liste der Monuments historiques in Manonville führt die Monuments historiques in der französischen Gemeinde Manonville auf.

## Liste der Objekte
| Bezeichnung                    | Beschreibung                                                                                               | Standort                        | Kennzeichnung | Schutzstatus | Datum | Bild |
| ------------------------------ | --- | ------------------------------- | ------------- | ------------ | ----- | ---- |
| Grabmal von Adolphe de Beauvau | Stein, 16. Jahrhundert                                                                                     | in der Kirche St-Laurent (Lage) | PM54000453    | Classé       | 1908  |      |
| Zwei Seitenaltäre              | Holz, farbig gefasst und vergoldet, zweite Hälfte des 18. Jahrhunderts; mit Skulptur des heiligen Nikolaus | in der Kirche St-Laurent (Lage) | PM54000454    | Classé       | 1984  |      |
| Kruzifix                       | Holz, farbig gefasst, 18. Jahrhundert                                                                      | in der Kirche St-Laurent (Lage) | PM54001666    | Inscrit      | 1985  |      |
| Reliquiar                      | Holz, vergoldet, um 1760                                                                                   | in der Kirche St-Laurent (Lage) | PM54001667    | Inscrit      | 1985  |      |